# Воронча
Воронча (бел. Варонча) — агрогородок в Кореличском районе Гродненской области Белоруссии, бывший центр Ворончанского сельсовета, ныне в составе Райцевского сельсовета. Население 355 человек (2009).

## География
Посёлок находится в 18 км к юго-западу от Кореличей близ границы с Брестской областью. Через Ворончу течёт небольшая река Корчеевка, приток реки Сервечь (be:Рака Сэрвач, прыток Нёмана). Воронча связана местными дорогами с окрестными населёнными пунктами.

## История

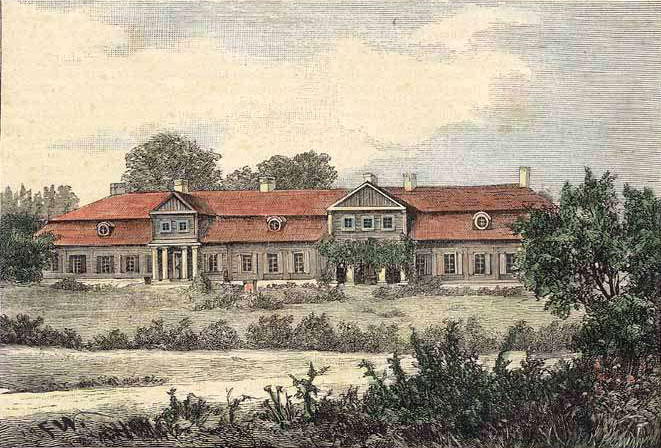
Усадьба в Воронче (1878 год)

Первые письменные упоминания о Воронче датируются XVII веком. В 1666 году местность перешла во владение будущего воеводы берестейского Стефана Курча.
В 1781 году построен каменный католический храм св. Анны на средства тогдашнего владельца поместья воеводы новогрудского Юзефа Неселовского. Во второй половине XVIII века в Воронче существовали усадьба, костел, хозяйственные постройки, небольшой парк.
В результате второго раздела Речи Посполитой (1793) Воронча оказалась в составе Российской империи, в Новогрудском уезде. В XIX веке имение многократно меняло владельцев, оно принадлежало Неселовским, Кобылинским, Мержеевским, Любанским. В 1807 году управляющим имения работал Зориан Доленга-Ходаковский. Поэт и фольклорист Ян Чечот был крещён в здешнем католическом храме, в имении останавливался Адам Мицкевич.
В 1897 году здесь было 115 жителей, функционировали костел Святой Анны, винокуренный завод, водяная мельница, корчма.
Согласно Рижскому мирному договору (1921) Воронча оказалась в составе межвоенной Польской Республики, в Новогрудском повете. Состоянием на сентябрь 1921 здесь было 15 дворов, 184 жителя. В 1939 Воронча вошла в БССР.
В годы Второй мировой войны в 1943 году советские партизаны сожгли храм, а также усадьбу. Храм в 90-е годы был возвращён Католической церкви и в 1995 году отреставрирован.

## Достопримечательности
- Костёл Святой Анны, 1781 год
- Усадьба в Воронче, иногда называется усадьбой Мержеевских или Любанских, XVIII—XIX вв. Усадебный дом не сохранился.
  - Пивоварня. Здание построено в конце XVIII века как усадебный дом, в 1898 году перестроен под пивоварню.
  - Хозпостройки, XIX в.
  - Дом жилой XIX в.
  - Остатки усадебного парка
- Православная церковь св. Евфросиньи Полоцкой, 2006 год
- Католическое кладбище, XIX в.